# РК Морава Велика Плана
Рукометни клуб Морава је рукометни клуб из Велике Плане, Србија. Клуб је основан 1958. године. Тренутно се такмичи у Суперлиги Србије, пошто се у сезони 2012/13. као другопласирани у Мини Првој лиги пласирао у виши ранг. 
Домаће утакмице игра у спортској дворани Туристичко спортског центра Велика Плана, која има капацитет за 1.000 гледалаца.